# Schwarzachtalseen
Koordinaten: 48° 4′ 44″ N, 9° 27′ 36″ O

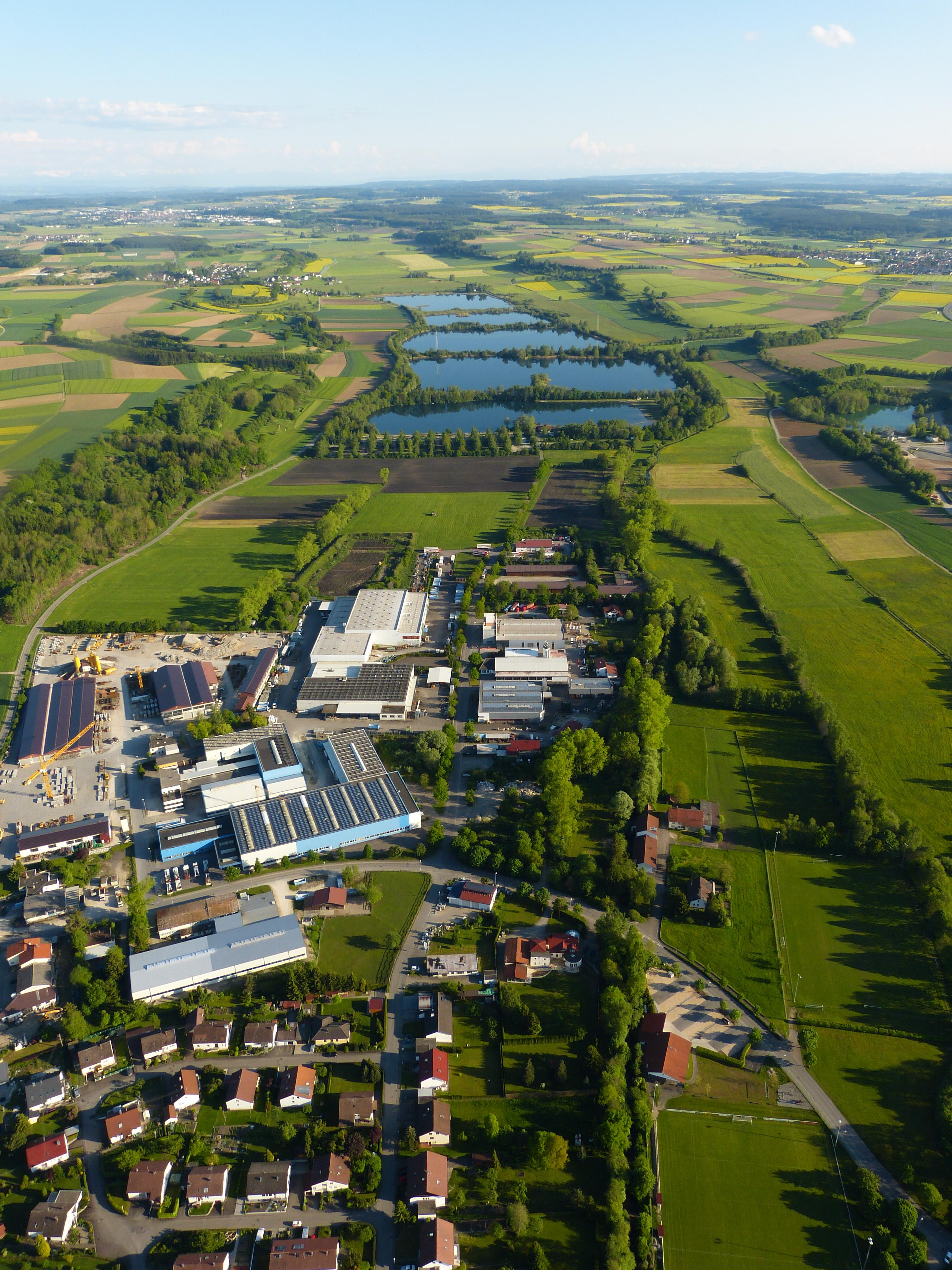
Luftbild der Seen

Die Schwarzachtalseen sind künstlich angelegte Seen zwischen Herbertingen und Ertingen südlich der Schwäbischen Alb. Einer der fünf Seen, die aus dem Grundwasser des Schwarzachtales gespeist werden, wird als Badesee und ein weiterer als Sportsee genutzt. Auf dem Sportsee ist Surfen, Segeln und Bootfahren (keine Motorboote) möglich. Über die Fischereivereine, die die Seen gepachtet haben, können Berechtigungskarten erworben werden.
Die fünf Schwarzachtalseen tragen die Bezeichnungen "Erholungs- und Freizeitzentrum Schwarzachtalseen."

## Geschichte
Um 1970 begann der Kiesabbau im Tal der Schwarzach durch das Unternehmen Wenzelburger GmbH & Co. KG. Im Laufe der Jahre entstanden dabei die fünf Grundwasserseen. Mit nachlassender Kiesabbauaktivität wurden zunächst der Bade- und der Wassersportsee renaturiert, die Naturseen folgten, oder befinden sich heute noch in der Renaturierungsphase.
Immer mehr Badegäste und Wassersportler aus der Region nutzten die Seen, sodass 1981 eine geordnete Nutzung beschlossen wurde und auf Initiative des damaligen Bürgermeister Herbertingens, Siegfried Abt und Ertingens, Hans Petermann schließlich der Zweckverband Erholungs- und Freizeitzentrum Schwarzachtalseen gegründet wurde.
Das Café am See, dem ein öffentlicher Sanitärtrakt angeschlossen ist, wurde 1987 eröffnet. Zwei Jahre später gingen die Grundstücke, auf denen sich die heutigen Schwarzachtalseen befinden nach jahrelangen Verhandlungen zwischen der Kieswerkbetreiberfirma und den Gemeinden, sowie einzelnen beteiligten Landwirten in den Besitz des Zweckverbandes über.
1992 wurde das Gebiet um einen Campingplatz für rund 300 Personen erweitert und im darauffolgenden Jahr ein weiteres WC-Gebäude an der südwestlichen Ecke des Badesees erbaut. Zur Bewirtschaftung der Anlage wurden ab 1994 Parkscheinautomaten aufgestellt. Zwei Jahre später wurde ein Bootshaus für die DLRG errichtet. Der Campingplatz besteht mittlerweile nicht mehr, stattdessen gibt es von Anfang Mai bis Ende September einen Stellplatz für Wohnmobile.
Die gesamte Außenanlage beim Café am See wurde 1999 umgestaltet und 2002 wurde der Campingplatz um einen Wohnmobilstellplatz erweitert.
Nachdem bereits 2005 die Gastronomie im Café am See erweitert worden war, erfolgte 2007 ein großer Ausbau mit der Neueröffnung des Restaurants Palm Beach. 2008 folgte die Errichtung eines Wasserspielplatzes mit Piratenschiff, Kletterfelsen und Matschtischen.
Die Renaturierungsmaßnahmen an den Schwarzachtalseen wurden vom Ministerium für Ernährung und Ländlichen Raum Baden-Württemberg 2009 lobend erwähnt als beispielhafte Verbindung von Naturschutz- und Tourismusinteressen. In einer Pressemitteilung des Ministeriums hieß es hierzu:

„Die Schwarzachtalseen zeigen beispielhaft, wie mit integrierten Entwicklungskonzeptionen umweltgerechte Erholungsnutzung und der Schutz sensibler Naturräume vereinbart werden können. Gleichzeitig strahlt die Gesamtkonzeption positiv auf die Entwicklung der ländlichen Räume als Arbeits- und Lebensraum großer Bevölkerungsteile aus.“

## Zweckverband
Dem Zweckverband Schwarzachtalseen stehen die Bürgermeister der beteiligten Gemeinden Herbertingen und Ertingen vor. Dabei wechselt der Vorsitz in einem dreijährlichen Turnus zwischen den Gemeinden. Die Verbandsversammlung besteht aus den beiden Bürgermeistern sowie je sechs Gemeinderäten beider Ortschaften. Den Verbandsvorsitz hat zurzeit (Stand: Januar 2018) der Herbertinger Bürgermeister Magnus Hoppe inne.

## Krokodilsichtung 2005
2005 geriet der Badesee in die Schlagzeilen, weil Fischer dort ein Krokodil gesehen haben wollten. Tagelang blieben die Seen für die Bevölkerung gesperrt, rund 100 Einsatzkräfte und ein Hubschrauber waren im Einsatz. Es stellte sich jedoch heraus, dass das vermeintliche Krokodil ein rund drei Meter langer Wels war, der in einem der Naturseen lebte.